# Михейцево (Владимирская область)
Михейцево — деревня в Петушинском районе Владимирской области России, входит в состав Пекшинского сельского поселения.

## География
Деревня расположена в 6 км на северо-запад от центра поселения деревни Пекша, в 18 км на северо-восток от райцентра города Петушки.

## История
В 1843 году Дмитрий Иванович Басаргин владел третью сельца Михейцева и третью деревни Напутной, которые после даны брату его Алексею, также владел различными пустошами Владимирского уезда в Жегаловской волости, которые даны детям его: Семену и Дмитрию.
В XIX — начале XX века входила в состав Липенской волость Покровского уезда Владимирской губернии, с 1921 года — в составе Орехово-Зуевского уезда Московской губернии. В 1859 году в деревне числилось 37 дворов, в 1905 году — 42 дворов, в 1926 году — 88 дворов.
С 1929 года деревня входила в состав Липенского сельсовета Петушинского района Московской области, с 1944 года — в составе Владимирской области, с 2005 года — в составе Пекшинского сельского поселения.

## Население
| 1859 | 1905 | 1926 | 2002 | 2010 | 2021 |
| ---- | ---- | ---- | ---- | ---- | ---- |
| 225  | ↗285 | ↗407 | ↘38  | ↘37  | ↘23  |

## Достопримечательности
Памятник жителям деревни, погибшим во время Великой Отечественной войны.